# Franje (anatomie)

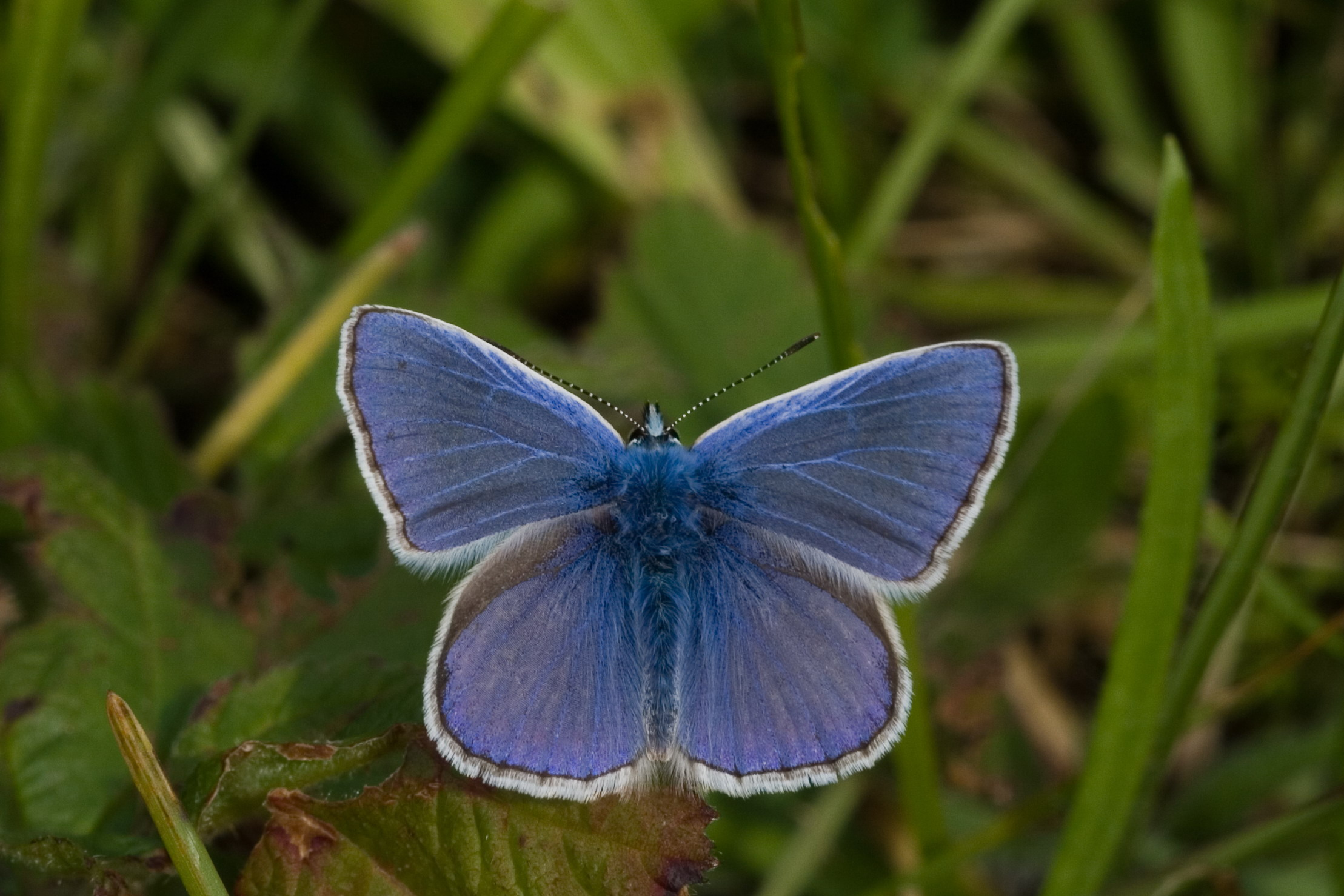
Icarusblauwtje met duidelijk zichtbare witte franje

De franje (cilia, enkelvoud cilium) van een vlinder wordt gevormd door de buitenste opvallend langwerpige schubben van de vleugel. De franje vormt soms een herkenningskenmerk voor vlinders. Zo zijn de geblokte zomervlinder en de geblokte stipspanner vernoemd naar hun afwisselend zwart-witte franje.
Bij oudere imagines is de franje door slijtage ("afgevlogen zijn") vaak niet meer goed zichtbaar.